# Cúp bóng đá Bulgaria 1948
Cúp bóng đá Bulgaria 1948 là mùa giải thứ 8 của Cúp bóng đá Bulgaria (trong giai đoạn này có tên là Cúp Quân đội Xô-viết). Trong giải đấu có sự tham gia của 10 đội vô địch các giải đấu cúp khu vực. Lokomotiv Sofia lần đầu tiên giành chức vô địch khi đánh bại Slavia-Chengelov Plovdiv 1–0 trong trận chung kết tại Sân vận động Yunak ở Sofia.

## Vòng Một
| Đội 1             | Tỉ số | Đội 2           |
| ----------------- | ----- | --------------- |
| Slivnishki Geroy  | 1–5   | Lokomotiv Sofia |
| Dorostol Silistra | 3–0   | Montana         |

## Tứ kết
| Đội 1                | Tỉ số | Đội 2               |
| -------------------- | ----- | ------------------- |
| Belasitsa Petrich    | 1–2   | Slavia-Chengelov    |
| Zagorets Nova Zagora | 0–2   | Chernomorets Burgas |
| Dobrudzha Dobrich    | 3–1   | Vinarov Pleven      |
| Lokomotiv Sofia      | 7–0   | Dorostol Silistra   |

## Bán kết
| Đội 1               | Tỉ số     | Đội 2             |
| ------------------- | --------- | ----------------- |
| Chernomorets Burgas | 0–3       | Lokomotiv Sofia   |
| Slavia-Chengelov    | 3–0 (w/o) | Dobrudzha Dobrich |

## Chung kết

### Chi tiết
| Lokomotiv Sofia | 1−0 | Slavia-Chengelov Plovdiv |
| --------------- | --- | ------------------------ |
| Stefanov 33'    |     |                          |

| Lokomotiv | Slavia-Chengelov |